# ام‌اس آگاممنون
ام‌اس آگاممنون (به انگلیسی: MS Agamemnon) یک کشتی بود که طول آن ۳۴۹ فوت (۱۰۶ متر) بود. این کشتی در سال ۱۹۴۶ ساخته شد.